# قماح (فرسان)
قرية قماح ، وهي إحدى قرى منطقة جازان وهي قرية سكنية تابعة لبلدية محافظة فرسان جنوب غرب المملكة العربية السعودية، تبعد أكثر من 7 كم باتجاه الجنوب الغربي من مدينة فرسان.

## الموقع
تقع قرية قماح جنوب غرب المملكة على جزيرة قماح وهي القرية الوحيدة على الجزيرة، وهي تقع عند خط طول 41 درجة وخط العرض 16 درجة.

## انظر ايضاً
- المسيلة
- صير
- الحسين
- المشراف

## وصلات خارجية
- بيانات المجلس البلدي من الأمانة العامة لشؤون المجالس البلدية.
- حصر الخدمات بالمدن والقرى بمنطقة جازان. نسخة محفوظة 25 يناير 2020 على موقع واي باك مشين.
- دليل الخدمات بمنطقة جازان.
- مصلحة الإحصاءات العامة والمعلومات.